# إريك سوبيرغ
إريك سوبيرغ (بالسويدية: Erik Sjöberg)‏ هو مترجم وكاتب وشاعر سويدي، ولد في 14 يناير 1794 في Ludgo Parish ‏ في السويد، وتوفي في 4 مارس 1828 في ستوكهولم في السويد.